# Direction Informatique
Direction informatique est un magazine mensuel et un site Internet de langue française couvrant l'industrie des technologies de l'information et des communications (TIC) dans la province de Québec (Canada) et à travers le monde. Il est édité par IT World Canada, partenaire canadien d’International Data Group (IDG), un important éditeur d'information en TI.
Le magazine s'adresse spécifiquement aux spécialistes de la gestion des technologies de l'information dans les entreprises. La publication propose des articles sur les événements et les sujets d'intérêts qui influencent l'industrie.